# Новоникольское (городской округ Шаховская)
Новоникольское — деревня в городском округе Шаховская Московской области России.

## Население
| 1852 | 1859 | 1926 | 2002 | 2006 | 2010 |
| ---- | ---- | ---- | ---- | ---- | ---- |
| 344  | ↗383 | ↗543 | ↘332 | ↗456 | ↘415 |

По данным Всероссийской переписи 2010 года численность постоянного населения составила 415 человек (194 мужчины, 221 женщина).

## География
Расположена примерно в 9 км к северо-востоку от районного центра — посёлка городского типа Шаховская, на правом берегу реки Лоби, впадающей в Шошу. Река у деревни перекрыта плотиной и образовано небольшое водохранилище.
В деревне три улицы — Владимирская, Краснопрудная и Новая. Соседние населённые пункты — деревни Бабинки, Елинархово, Гольцово и Починки. Имеется автобусное сообщение с райцентрами — пгт Шаховская и Лотошино.

## Исторические сведения
В XVII века Никольское присёлком дворцового села Ерополча (ныне — Ярополец). Около 1673 года в этом селе была построена деревянная церковь Николая Чудотворца, а в 1722 году перестроена на том же месте по случаю ветхости.
В 1769 году Никольское — сельцо Хованского стана Волоколамского уезда Московской губернии, владение Коллегии экономии, ранее московского Крестовоздвиженского монастыря. К владению относилось 506 десятин 2380 саженей пашни, 122 десятины 83 сажени леса, 57 десятин 1460 саженей сенного покоса и 15 десятин 600 саженей болот. В сельце было 124 души.
В середине XIX века сельцо относилось ко 2-му стану Волоколамского уезда и принадлежало Департаменту государственных имуществ. В сельце было 54 двора, 171 душа мужского пола и 173 души женского.
На карте Московской губернии 1860 года Ф. Ф. Шуберта — Никольская.
В «Списке населённых мест» 1862 года Никольское — казённое сельцо 1-го стана Волоколамского уезда Московской губернии по правую сторону Московского тракта, шедшего от границы Зубцовского уезда на город Волоколамск, в 25 верстах от уездного города, при реке Сестре, с 35 дворами, 383 жителями (186 мужчин, 197 женщин) и сельским управлением.
В 1870 году как молитвенный дом была сооружена небольшая деревянная одноглавая церковь Троицы Живоначальной. В 1890 году к ней пристроили колокольню. В первой половине 1970-х церковь сгорела и не была восстановлена.
В 1886 году в селе — 68 дворов, 431 житель, православная церковь и 2 лавки.
По данным на 1890 год село Никольское входило в состав Кульпинской волости, здесь находилось земское училище, число душ мужского пола составляло 183 человека.
В 1913 году — 87 дворов, церковно-приходская школа и чайная лавка.
Постановлением президиума Моссовета от 24 марта 1924 года Кульпинская волость была ликвидирована, а её территория включена в состав Раменской волости.
По материалам Всесоюзной переписи населения 1926 года в селе Никольское Новое проживало 543 человека (245 мужчин, 298 женщин), насчитывалось 111 крестьянских хозяйств, располагался Новоникольский сельсовет.
С 1929 года — населённый пункт в составе Шаховского района Московской области.
1994—2006 гг. — деревня Судисловского сельского округа Шаховского района.
2006—2015 гг. — деревня сельского поселения Раменское Шаховского района.
2015 — н. в. — деревня городского округа Шаховская Московской области.

## Известные уроженцы
- Травкин Николай Ильич (род. 1946) — российский политический деятель, в прошлом — член правительства Российской Федерации, Герой Социалистического Труда.